# Природата на община Сливница
„Природата на община Сливница“ е български документален филм от 2013 г.
Филмът представя животинския и растителния свят в община Сливница – около и в Алдомировското блато, второто по големина карстово блато в България, както и по рида Три уши. Проследява се животът в блатото и около него през четирите сезона и влиянието му за биоразнообразието.
Премиерата на филма се състои на 11 април 2014 г. в Дома на киното в София.
Продукцията „Природата на община Сливница“ е реализирана по Приоритетна ос 3 на Оперативна програма „Околна среда 2007 – 2013 г.“ в рамките на проект „Възстановяване и опазване на благоприятното състояние на защитени видове в ЗМ Алдомировско блато“ и защитени зони в общините Сливница и Драгоман“, финансиран с договор № 5103020 – С-010, чийто бенефициент е Община Сливница, а неин партньор – Сдружението за дива природа „Балкани“.
Научен консултант е доц. д-р Борис Николов от Института по биоразнообразие и екосистемни изследвания при БАН. Редактор е Александър Маринов–Санчо, а диктор – Димитър Кръстев.